# Fernande Arendt
Fernande Arendt   (Lieja, 11 de juliol de 1894 - segle XX) va ser una tennista belga que va competir en els anys posteriors a la Primera Guerra Mundial.
Fent parella amb Marie Storms, va guanyar el campionat nacional de dobles en tres ocasions el 1920, 1922 i 1924.
El 1920 va participar en els Jocs Olímpics d'Anvers, on va prendre part en dues proves del programa de tennis: en la prova individual quedà eliminada en quarts de final per Dorothy Holman per un doble 6:2; i en els dobles, fent parella amb Marie Storms, fou quarta, després que no es presentessin a disputar el partit per la medalla de bronze contra les franceses Élisabeth d'Ayen i Suzanne Lenglen.
Algunes fonts afirmen que el tennista André Jamar, que va jugar la Copa Davis amb Bèlgica l'any 1958, era fill seu, pel fet que Arendt a partir de 1922 va jugar durant uns anys amb el seu nom del seu marit, Armand Jamar.